# Bistam
|  | Aquest article tracta sobre militar persa. Si cerqueu la ciutat del Khorasan, vegeu «Bastam». |

Bistam fou usurpador de l'Imperi Sassànida entre 591 i 592.

## Biografia
Oncle matern de Còsroes II, militar i home d'estat persa, serví sota Ormazd IV i sota Còsroes II. El seu pare es deia Sapor i era net de Korbondad. Pertanyia a la família dels Spahbad, comandants militars i una de les grans nissagues de l'imperi i suposats descendents dels arsàcides.

## Usurpació de Vararanes Chobin
Ormazd IV va empresonar i executar a alguns magnats entre els quals el pare de Bistam, Sapor. Bistam i el seu germà Bendoy foren empresonats. La paga de l'exèrcit fou retallada un 10% i les unitats de cavalleria reduïdes. El principal cap dels nobles, Vararanes Chobin, un victoriós general, es va aixecar i es va dirigir a Ctesifont; els magnats es van revoltar en aquesta ciutat i van alliberar els presoners; en la confusió de la revolució i l'arribada imminent de Txobin, el poder va quedar en mans de Bistam i Bendoy (grec Bindoes), que van donar suport a Còsroes, fill d'Ormazd IV, com a rei i Ormazd fou detingut i cegat i finalment executat; Txobin ja estava a la vora de la ciutat i Bistam i Bendoy van fugir cap a l'Azerbaidjan (estiu del 590).

## Oposició a Bahram
Mentre Vararanes Chobin regnava, Bistam es va quedar a l'Azerbaidjan per reclutar fidels i Bendoy i Còsroes anaven cap a l'Imperi Romà d'Orient i a començaments del 591 Còsroes II va tornar amb un exèrcit de romans d'Orient (obtingut a canvi d'un tractat amb concessions territorials als romans) i Bistam se li va unir amb vuit mil reialistes; Bendoy es va escapar i se'ls va unir també. La batalla contra les forces de Txobin va acabar amb la victòria de Còsroes. Aquest va conservar per un temps una guàrdia romans de mil soldats. Els seus fidels foren recompensats: Bendoy fou nomenat tresorer i gran ministre i Bistam governador del Tabaristan, Gurgan, Kumesh i Gran Khorasan, però la mort d'Ormazd assenyalava Còsroes i aquest va decidir desfer-se dels seus oncles sobre els que havia de recaure tota la culpa. Bendoy fou arrestat, mutilat i executat.

## Consecució del tron
Còsroes va convidar a Bistam a anar a la cort per consultes, però va conèixer els fets a temps i es va revoltar, reclamat la reialesa per raó de la seva ascendència arsàcida, declarant els sassànides usurpadors i tornà a dir que Sassan, l'ancestre sassànida, només era un pastor. Instal·lat a Rayy, va rebre el suport de la resta de les forces de Vararanes Chobin que havia estat assassinat al seu exili al país dels Turcs Occidentals (aquestes tropes es van establir al Daylam i anaven dirigides pel seu fill Sapor) i de molts magnats.
Bistam es va casar amb Gordiya, germana de Vararanes Chobin, i va emetre moneda a Rayy amb la llegenda Peroz Bistam (Bistam el Victoriós). Lluità fins al 596 amb l'ajut de cavallers de l'Iraq i mercenaris de Rayy i Qazwin, i va obtenir l'adhesió dels magnats locals a Gilan, Babr (regió d'Ardebil) i Talishan.
Bistam va rebutjar diversos exèrcits enviats contra ell i encara va poder estendre el seu poder cap al país dels heftalites on dos prínceps de noms Saug i Pariowk se li van sotmetre. Bistam va fixar la seva capital a Dashtaba o Dastabi, prop de Ray i va fer diverses expedicions a Mèdia; el darrer dels exèrcits que va marxar contra ell fou dirigit pel mateix Còsroes; Bistam va guarnir els principals passos de muntanya i va aturar l'exèrcit de Còsroes en una gran batalla prop de Hamadan; però després de tres dies de lluita, Còsroes va recórrer a la traïció i va aconseguir que Bistam fos mort pel príncep Pariowk, que va portar el cap de Bistam a Còsroes. L'exèrcit de Bistam es va desbandar sense líder; una altra versió diu que Bistam fou mort per la seva dona Gordiya que havia rebut la promesa de matrimoni de Còsroes.
Uns seixanta fidels foren executats entre els quals Sapor fill de Vararanes Chobin. L'armeni Simbaci Bagratuní fou enviat per Còsroes per recuperar el control de les províncies revoltades. Còsroes va acabar acusat jutjat i executat per la mort del seu pare i dels seus oncles. Els seus fills Tiroya i Bendoya van continuar la casa dels Spahbad i van lluitar contra els àrabs el 634; una germana de Bistam va tenir un fill de nom Narses que també va combatre els àrabs.